# Limunada
Limunada je ime dato različitim vrstama sokova. U Sjedinjenim Američkim Državama, Kanadi i Danskoj, limunada se odnosi na negazirano piće pomješano s limunovim sokom, šećerom i vodom.
U Ujedinjenom Kraljevstvu, Australiji, Švicarskoj i Novom Zelandu, pojam se odnosi na raznobojno, gazirano piće s ukusom limuna. 
U Indiji, limunada (također poznata kao ""limbu paani"" odnosi se na negazirano piće sa sokom od limuna, šećerom i vodom kojoj se ponekad dodaje sol. 